# 層位学的研究法
層位学的研究法（そういがくてきけんきゅうほう、英:stratigraphical method）とは、考古遺物を含む土層（遺物包含層）同士の上下関係や遺構の切り合い関係、その他付帯する要素によって、遺物の年代の新旧を決定する考古学の研究方法。もともとは、地質学から移入された方法であるが、方法論として取り込まれる過程で検証されて考古学独自のものに発展している。

## 概要

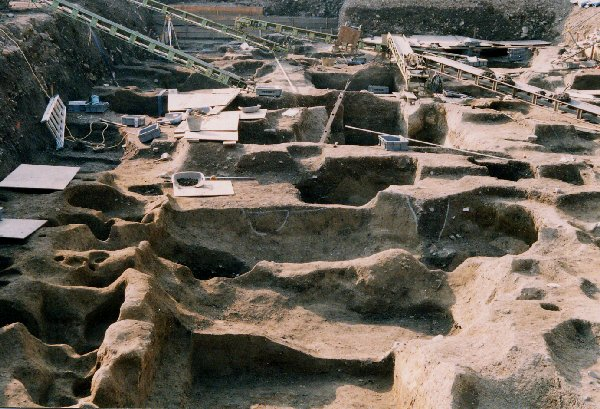
京都市内の発掘調査（江戸時代の層の下に秀吉時代の盛土層、さらにその下に室町、平安、古墳、弥生など各時代の文化層がつづく）

層位学的研究法とは、地質学における「地層累重の法則」、つまり、より新しい地層はより古い地層の上に重なるという原則をもとにしており、同一地点においては、上層の方が新しい年代を示し、下層の方がより古い年代を示すであろうという前提のもとに、遺構や遺物の新旧関係、相対年代を考えていこうとする研究方法である。
切り合い関係とは、遺構相互が重複している場合、たとえば遺構Aが破壊されて遺構Bが営まれているようすが土色や土質の観察によって確認できるのであれば、遺構Bの方が遺構Aよりも年代的に新しいことは明らかであり、これもまた相対年代を把握する手がかりとなる。

## 留意点
土層の堆積は、考古遺跡の場合、墓を埋めるなど人為的に埋め戻す人為堆積と流水等による運搬作用を中心に崩落や風化をともなって進行する自然堆積がある。いずれの場合も、上層にある遺構・遺物は下層にある遺構・遺物よりも年代的に新しいことを基本としている。
ただし、遺跡における層位では、明快に区分しうるような複数の層が累重する状態は、貝塚、遺丘で古い層の遺構を完全かつ平面的に破壊して整地し新しい層の遺構が築かれる場合などに限られる。この場合は、のちの時代に荒らされていない遺物包含層において、同一地点の下層の遺物は古く、上層の遺物は新しいと判断できる。この場合も、包含層が堆積する速度は、場所および時代によって異なり、決して均質ではないから、基準土層面からの深さの差はかならずしも年代差を反映せず、浅かったり深かったりする。具体的には、同じ単層であっても洪水によってつくられる層はごく短期間であるが、池沼の底に泥土が沈殿していって重なる場合にはきわめて長時間にわたる。したがって、層位学的研究に際しては、土層における土砂や砂礫の粒度の観察も欠かせない。また、新しい層の古い層への破壊が著しい場合、本来なら新しい順にA、B、Cの文化層があるはずなのが、中間のB層がなくなってしまうこともありうる。
そのために、多くの場合、考古学における層位学的方法は、人為的なものや自然の影響によるものを含めて、包含層同士ないしは土層同士の境界もしくは包含層中ないし土層中に認められる「面」を規準として考えることが多い。言い換えれば、ある遺跡におけるある「面」がその遺跡におけるある特定の時間的位置を決定するものと考えるということである。
前述した貝塚や遺丘のような場合、複数の面が垂直的に上下関係にあると考えられるから、それらの面同士、またそれらの面にともなう遺構・遺物同士の間に層位的、時間的な先後関係（新旧関係）が確認されると考えることができる。しかし、多くの場合は、古い面を破壊して新しい面や新しい遺構が築かれている場合が多く、その場合も、面相互の切り合い関係を観察することによって、ひとつの面とその上位または下位の層に含まれる遺物との関係について、時間的先後関係を認めることができる。
層位と遺物の関係
複数の包含層が累重していても、上層に年代的に古い遺物が含まれる場合があったり、人工的に埋められた遺物や長期間地表面に露出していた遺物、また破損しにくいために長期間にわたって使用され続けてきた遺物が包含層に含まれる場合、他の遺物との新旧関係を正しく示さないことがありうる。こういった場合は、時間的先後関係を確認できない。また、遺構が使用または機能していた時期と遺構内に堆積した土に含まれる遺物は、遺構の年代を決定する要素にはなりえず、遺構の所在する面にからんで遺構が機能した時期に使用された遺物がからんでいる場合に遺構の年代を決定する要素となる。
つまり、溝や井戸が埋まりかけた途中の層で確認される遺物は、その溝や井戸の機能した時期や築かれた時期の面の時間的位置を示していないことがある。廃絶されたのち放置された溝や井戸の場合は、長い年月にわたって凹部として地表面にのこり、そのためあらゆる年代のものが雑多に流れ込むため、遺物を年代特定の根拠にはできないのである。
これに対し、縄文時代の竪穴建物跡の炉や建物の入口部分に使用された縄文土器、古墳時代から平安時代の竪穴建物跡のカマドに使用された土師器の甕などは、造営開始にともなって埋設されたことが確実視されるので、遺構および遺構が使用された面、遺構が機能した時代にかかわる遺物ということになる。ただし、中世の墓に使用される蔵骨器の場合には、壊れにくい甕が使用されることがあり、蓋に使用される鉢などと年代が異なることがあり良好な共伴資料にもかかわらず、墓の築かれた面、言い換えれば被葬者の埋葬された年代の決定には使用できない場合もあるので注意が必要である。
いずれにしても、層位学的研究法は、その遺構の特質や周辺状況を充分考慮したうえで進めていかなくてはならない。
絶対年代を示す層位
一方で、時代の判明した遺物を含む層が連続していることが確認できたり、時期の判明している火山灰層などがある場合は、絶対年代の判明したその土層を基準にして堆積層同士の新旧関係やおおよその年代を知ることができる。このようにして多くの遺跡の遺構・遺物についてその層位的関係を論じることが可能になる場合がある。
人工層位
人工層位と称し、特定の間隔を設定して土器その他の遺物をとりあげて、その土器の出土頻度から遺跡の時期区分を設定するという手法を採る場合がある。しかし、土器の捨て場、土器溜まり様遺構など特定種類の遺物が大量に一括して検出される場合に限られる。